# Ativismo burocrático
O conceito de ativismo burocrático (ou ativismo institucional/ativismo interno/inside activism) se refere à atuação estratégica de funcionários do Estado que, a partir de posições formais no interior da administração pública, buscam influenciar políticas públicas com base em valores e compromissos coletivos. Essa forma de ativismo difere do ativismo tradicional da sociedade civil por ocorrer dentro do aparato estatal, sendo exercido por insiders, os chamados ativistas internos ou institucionais.
O conceito é de interesse no campo da ciência política e administração pública, por exemplo, e trata de dimensão pouco visível, mas essencial, das políticas públicas: a de que transformações relevantes não surgem apenas da pressão externa sobre o Estado, mas também de dentro dele, por meio da ação engajada e estratégica de burocratas comprometidos. 

## Características
O ativismo burocrático (ou ativismo interno/institucional), conforme definido por Jan Olsson (2009), é caracterizado por indivíduos que são, ao mesmo tempo, membros ativos de organizações da sociedade civil e ocupam cargos formais no setor público, utilizando essas posições para promover mudanças políticas alinhadas a seus valores coletivos. Esses ativistas não agem como burocratas neutros ou executores passivos de diretrizes institucionais. Pelo contrário, são agentes estratégicos que operam entre o formal e o informal, mobilizando conhecimento técnico, redes sociais e táticas políticas para moldar decisões públicas. Sua atuação é essencialmente dualista: de um lado, deliberativa e orientada ao consenso (como se espera no espaço público oficial); de outro, tática e orientada ao poder, com ações discretas que influenciam a agenda e a implementação das políticas sem gerar conflitos abertos.
A emergência do ativismo interno está vinculada a transformações mais amplas na governança pública, como a flexibilização ideacional na formulação de políticas, o crescimento do engajamento cívico, a valorização do conhecimento técnico e prático na solução de problemas públicos e o enfraquecimento da democracia partidária, acompanhado pelo fortalecimento do papel dos burocratas como formuladores de políticas. Esses fatores ampliam o espaço de atuação dos indivíduos dentro da burocracia e fazem com que o funcionário público engajado atue como tradutor entre o discurso oficial e os contextos locais, mediando conflitos e promovendo soluções alternativas.
Importante destacar que o ativismo interno não se dá por meio de confrontos diretos ou ações disruptivas. Ao contrário, esses atores costumam evitar o embate ideológico explícito, adotando posturas "neutras" em público, enquanto operam nos bastidores de forma estratégica. Utilizam seus conhecimentos, legitimidade institucional e conexões sociais para avançar suas pautas. Esses ativistas são capazes de alterar prioridades políticas, influenciar projetos urbanísticos e ambientais e reconfigurar práticas administrativas a partir de dentro do Estado.
A influência do ativismo interno se sustenta em mecanismos como as relações assimétricas entre os insiders e outros atores, dado seu acesso privilegiado a instituições e redes; a mobilização eficiente de recursos técnicos, sociais e financeiros. Em suma, o ativismo interno revela uma dimensão pouco visível, mas essencial da política pública contemporânea: a de que transformações relevantes não surgem apenas da pressão externa sobre o Estado, mas também de dentro dele, por meio da ação engajada e estratégica de burocratas comprometidos, por exemplo, com causas públicas e com a ampliação dos valores democráticos.
Parte da literatura aponta que na ausência de vínculos consistentes com redes de movimentos sociais externos ao Estado, o ativismo exercido por burocratas tende a se limitar ao âmbito estatal e a adotar um escopo mais restrito. Por outro lado, conexões mais estreitas com esses movimentos mantêm os servidores públicos alinhados aos compromissos das organizações de origem, ao mesmo tempo em que viabilizam estratégias mais abrangentes, apoiadas nos recursos circulantes dessas redes. Isso sugere que a ação ativista no interior do aparato estatal pode alcançar maior eficácia quando sustentada por apoios oriundos de articulações extraestatais.

## Exemplos
Estudos acadêmicos têm identificado a importância do ativismo burocrático no campo das políticas públicas no Brasil. Seguem abaixo alguns exemplos.

### Caso HIV/AIDS

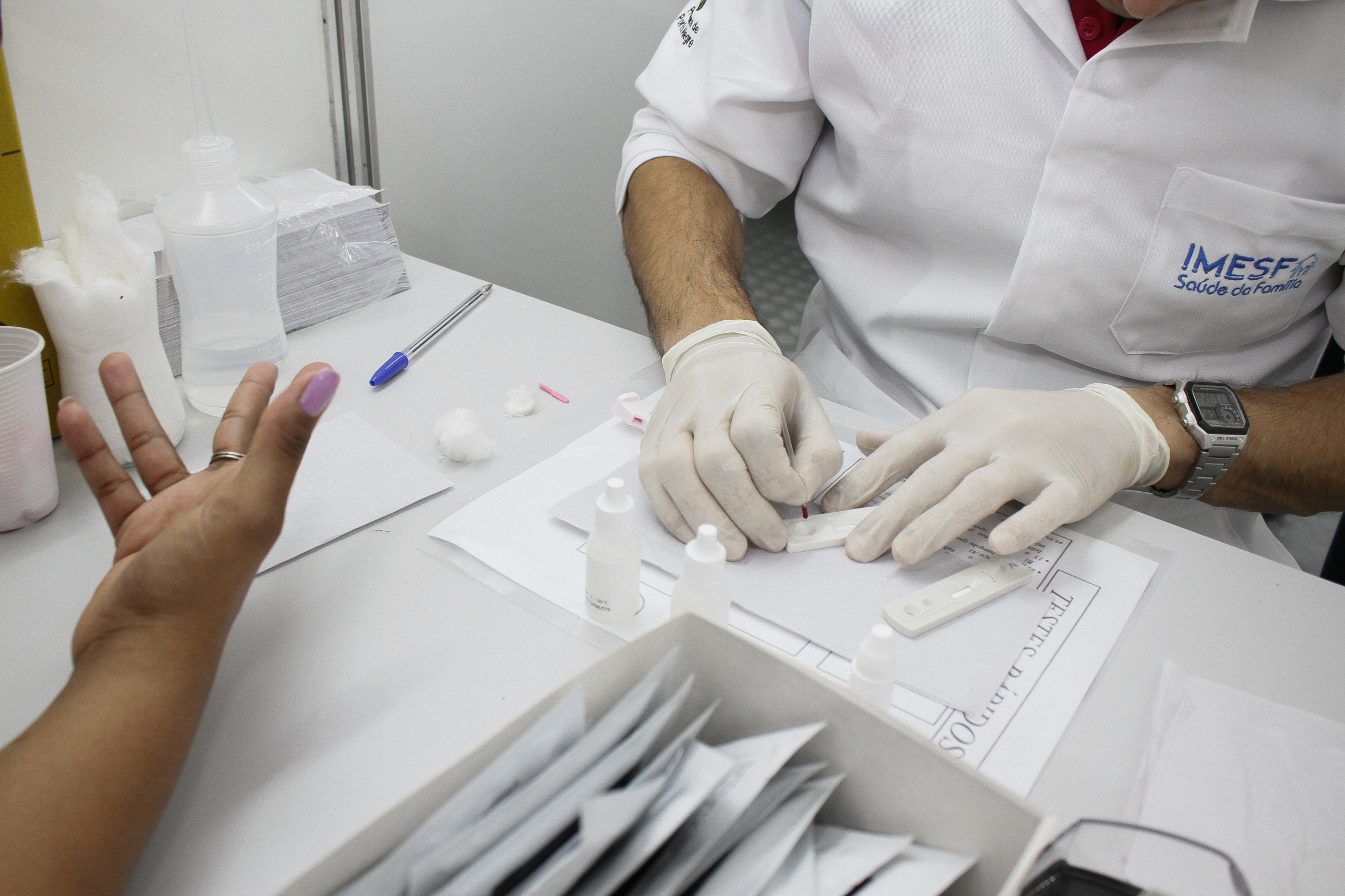
Teste de IST-AIDS

A trajetória da resposta brasileira à epidemia de AIDS é reconhecida como uma das mais bem-sucedidas no cenário global. Por trás desse êxito, encontra-se um elemento central que ajuda a explicar a resiliência e a eficácia das políticas públicas voltadas para o enfrentamento da doença: o ativismo. Mais do que um conjunto de diretrizes técnicas, a política de AIDS no Brasil foi, desde o início, marcada por práticas ativistas que moldaram tanto sua estrutura institucional quanto a atuação cotidiana dos seus gestores. Esses profissionais, longe de serem meros executores de normas burocráticas, atuam como agentes engajados, que incorporam valores, compromissos e histórias oriundas de movimentos sociais, especialmente os ligados à luta por direitos humanos e à saúde pública.
Estudos apontam que as instituições ganham forma e significado a partir das experiências e interpretações dos atores que nelas atuam (Hallett; Ventresca, 2006). No caso da política de AIDS, a origem ativista do órgão e sua forte conexão com redes sociais engajadas contribuíram para a formação de uma narrativa coletiva que valoriza a mobilização, a articulação social e a defesa dos direitos das pessoas vivendo com HIV/AIDS.
A manutenção dessa política exige não apenas recursos financeiros e técnicos, mas, sobretudo, uma atuação contínua de gestores comprometidos. Esses profissionais integram uma rede que não apenas administra programas, mas luta diariamente para garantir sua existência, atualização e relevância frente a novos desafios sanitários e políticos.
Dessa forma, o ativismo não é apenas um traço histórico ou simbólico. Ele se materializa na prática institucional, sendo um motor fundamental para a sustentabilidade da política de AIDS no Brasil. Compreender essa dimensão é essencial para reconhecer o papel que os chamados "burocratas ativistas" desempenham dentro do Estado, rompendo com a visão tradicional da burocracia como neutra e impessoal, e evidenciando a potência política de sua atuação cotidiana.

### Programa Minha Casa Minha Vida
O caso do programa habitacional Minha Casa Minha Vida revela como a articulação entre sociedade civil e burocracia estatal pode dar origem a soluções inovadoras em políticas públicas. Não sendo apenas o reflexo de uma diretriz governamental unilateral, essa modalidade do programa nasce de um processo marcado por disputas, negociações, interações e incorporação dos militantes por moradia e agentes públicos inseridos em diferentes esferas da administração federal.

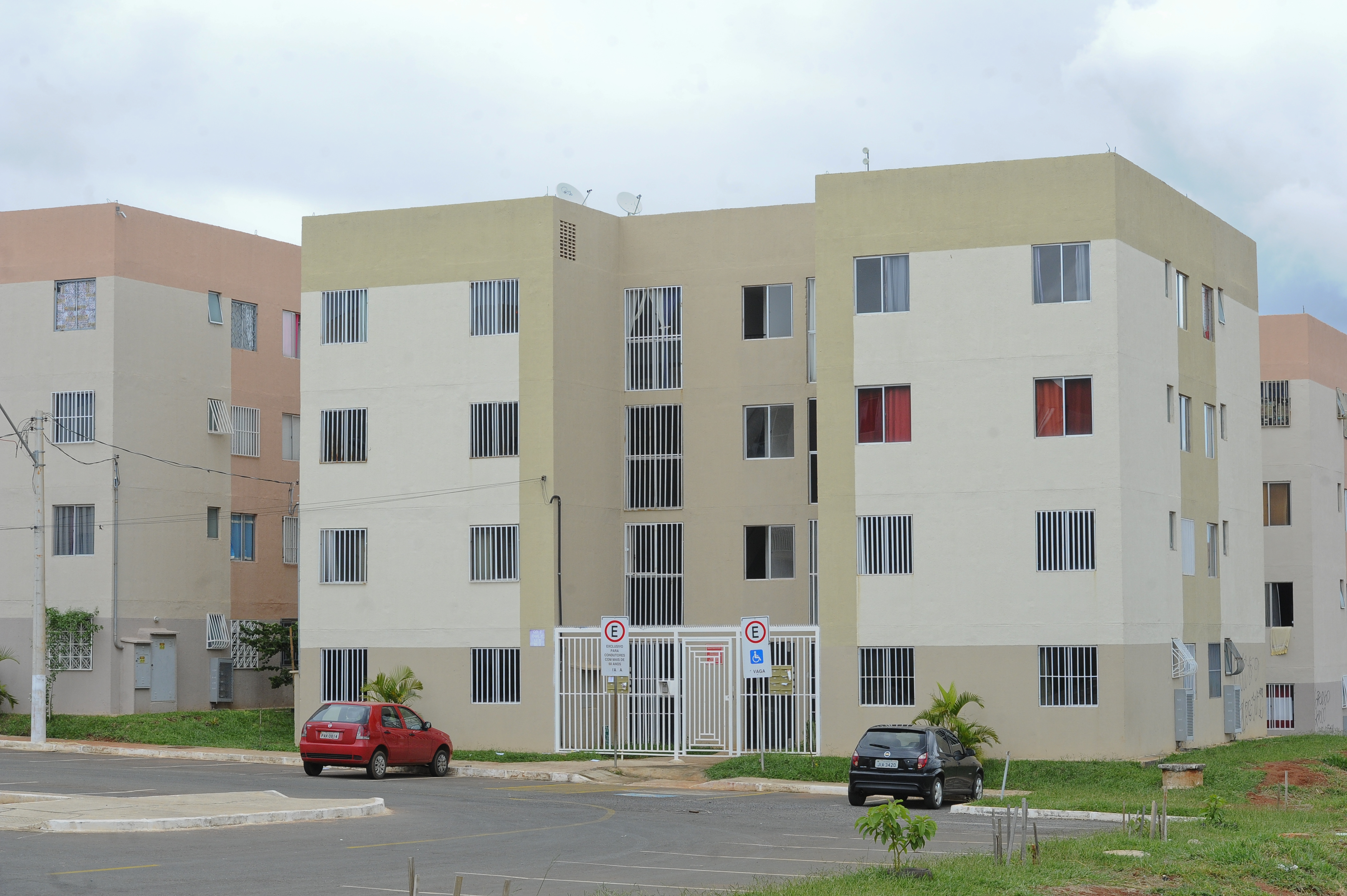
Edifício do Programa Minha Casa, Minha Vida.

Lançado oficialmente em 2009, o Programa surge em meio a um cenário no qual os movimentos de moradia, historicamente organizados em torno da luta pela reforma urbana, buscaram ocupar espaços de interlocução com o Estado. Eles reagiram à forma centralizada e tecnocrática como o programa Minha Casa Minha Vida havia sido inicialmente elaborado, ainda em 2008, como estratégia de estímulo econômico diante da crise financeira global daquele ano. Desenvolvido nos bastidores dos principais órgãos econômicos do governo –  como o Ministério da Fazenda, o Ministério do Planejamento e a Casa Civil – o programa priorizava grandes construtoras e mantinha a Caixa Econômica Federal e o Ministério das Cidades como órgãos técnicos, limitando a participação social em sua formulação.
Diante da ausência de canais institucionais efetivos de participação, os movimentos sociais recorreram à pressão direta. Ocupações simbólicas de órgãos públicos, mobilizações nacionais, marchas e reuniões com figuras-chave do Executivo foram estratégias utilizadas para reivindicar uma política mais sensível às necessidades das populações excluídas do mercado formal de habitação. Esse processo permitiu a criação de uma alternativa dentro da política habitacional hegemônica, viabilizando a atuação de entidades populares como protagonistas na produção de moradias financiadas com recursos públicos. A experiência mostra que a escuta ativa por parte de burocratas e a capacidade de mobilização estratégica dos movimentos podem resultar em políticas públicas mais democráticas, moldadas a partir da interação entre diferentes formas de conhecimento, vivência e compromisso social.

### Programa Bolsa Verde
O Programa de Apoio à Conservação Ambiental, conhecido como Bolsa Verde, visa conciliar a redução da pobreza com a preservação do meio ambiente, oferecendo um benefício financeiro adicional a famílias rurais em situação de pobreza extrema que praticam atividades econômicas sustentáveis. O ativismo burocrático foi identificado em posições intermediárias na máquina estatal. Diferentemente da imagem tradicional de burocratas neutros, esses profissionais demonstraram engajamento ativo, guiado por afinidades ideológicas com causas coletivas, em especial, a defesa ambiental. Suas trajetórias revelam compromissos pessoais que transbordam as rotinas administrativas, influenciando diretamente o escopo e a condução de políticas públicas. A política pública, embora formulada em contexto estatal, carrega marcas de disputas e colaborações internas, nas quais os agentes medianos operaram como mediadores e reformadores silenciosos.